# 크로커다일 (1980년 영화)
크로커다일(Crocodile, Chorake)은 미국에서 제작된 솜포트 샌즈 감독의 1980년 공포 영화이다. 냇 퍼배너이 등이 주연으로 출연하였고 로버트 찬 등이 제작에 참여하였다.

## 출연

### 주연
- 냇 퍼배너이
- 태니 팀

### 조연
- 안젤라 웰스
- 커크 워렌